# Klaus Baess
Klaus Baard Baess, född 10 november 1924 i Frederiksberg, död 16 september 2018, var en dansk före detta seglare.
Baess blev olympisk bronsmedaljör i segling vid sommarspelen 1948 i London.